# 5 Years of Mau5
5 years of mau5 è l'undicesima compilation realizzata dal disc jockey e produttore discografico canadese deadmau5. Contiene i più grandi successi di Zimmerman e numerosi remix prodotti da altri artisti. La traccia Animal Rights doveva originariamente essere messa al posto di Not Exactly.

## Tracce
Disco 1
1. Ghosts 'n' Stuff (feat. Rob Swire)
2. Raise Your Weapon (feat. Greta Svabo Bech)
3. I Remember (con Kaskade) (feat. Haley Gibby)
4. Some Chords
5. Strobe (Club Edit)
6. The Veldt (feat. Chris James) [8 Minute Edit]
7. Brazil (2nd Edit)
8. Aural Psynapse
9. Not Exactly
10. Sofi Needs a Ladder (feat. Sofi)

Disco 2
1. Some Chords (Dillon Francis Remix)
2. Ghosts 'n' Stuff (Chuckie Remix)
3. The Veldt (Eric Prydz Edit)
4. Maths (Botnek Remix)
5. Raise Your Weapon (Madeon Remix)
6. Strobe (Michael Woods 2014 Remix)
7. I Remember (Shiba San Remix)
8. Raise Your Weapon (Wax Motif Remix)
9. Sofi Needs a Ladder (Pig&Dan Remix)
10. Ghosts 'n' Stuff (Nero Remix)

Beatport bonus tracks
1. I Said (Michael Woods 'I Said It Again' ReEdit)
2. Raise Your Weapon (Weiss Remix)

iTunes bonus tracks
1. Maths (Cobra Effect Remix)
2. Raise Your Weapon (Maywald Remix)

Spotify bonus tracks
1. Raise Your Weapon (Michael Cassette Remix)